# Мерсер (округ, Західна Вірджинія)
Шаблон:StateAbbr_ 37°25′ пн. ш. 81°07′ зх. д. / 37.41° пн. ш. 81.11° зх. д.
Округ  Мерсер (англ. Mercer County) — округ (графство) у штаті  Західна Вірджинія, США. Ідентифікатор округу 54055.

## Історія
Округ утворений 1837 року.

## Демографія
За даними перепису 2000 року загальне населення округу становило 62980 осіб, зокрема міського населення було 33447, а сільського — 29533. Серед мешканців округу чоловіків було 30021, а жінок — 32959. В окрузі було 26509 домогосподарств, 17943 родин, які мешкали в 30143 будинках. Середній розмір родини становив 2,85.
Віковий розподіл населення поданий у таблиці:
| Стать    | До 15 років | 15-21 | 22-29 | 30-39 | 40-49 | 50-65 | 65-85 | Понад 85 |
| -------- | ----------- | ----- | ----- | ----- | ----- | ----- | ----- | -------- |
| Чоловіки | 5581        | 3138  | 3186  | 3896  | 4559  | 5404  | 3924  | 333      |
| Жінки    | 5307        | 2930  | 3279  | 4034  | 4936  | 5761  | 5759  | 953      |

## Суміжні округи
- Релей — північ
- Саммерс — північний схід
- Джайлс, Вірджинія — схід
- Бленд, Вірджинія — південь
- Тейзвелл, Вірджинія — південний захід
- Мак-Дауелл — захід
- Вайомінг — північний захід

## Виноски
1. ↑  U.S. Decennial Census. United States Census Bureau. Архів оригіналу за 12 травня 2015. Процитовано 10 січня 2014.
2. ↑  Historical Census Browser. University of Virginia Library. Архів оригіналу за 11 серпня 2012. Процитовано 10 січня 2014.
3. ↑  Population of Counties by Decennial Census: 1900 to 1990. United States Census Bureau. Архів оригіналу за 3 червня 2013. Процитовано 10 січня 2014.
4. ↑  Census 2000 PHC-T-4. Ranking Tables for Counties: 1990 and 2000 (PDF). United States Census Bureau. Архів оригіналу (PDF) за 18 грудня 2014. Процитовано 10 січня 2014.
5. ↑  State & County QuickFacts. United States Census Bureau. Архів оригіналу за 7 червня 2011. Процитовано 10 січня 2014.(англ.) Наведено за англійською вікіпедією.
6. ↑  American FactFinder. Бюро перепису населення США. Архів оригіналу за 26 лютого 2012. Процитовано 31 січня 2008.

| США | Це незавершена стаття з географії США. Ви можете допомогти проєкту, виправивши або дописавши її. |